# Spartopteryx serrularia
Spartopteryx serrularia là một loài bướm đêm trong họ Geometridae.